# Serie A1 1994 (baseball)
La Serie A1 1994 del Campionato italiano di baseball ha visto la partecipazione di nove squadre e si è articolata su una stagione regolare di 48 partite (3 incontri settimanali, con un'andata e un ritorno), e una fase play-off a cui hanno avuto accesso le prime 4 classificate dopo la stagione regolare, con semifinali e finale al meglio delle sette partite.
Lo scudetto è andato alla Cariparma Angels Parma, che si è aggiudicata la finale con la Caffè Danesi Nettuno in cinque partite (4-1).
L’ORIM Macerata rinuncia a partecipare al campionato successivo per problemi economici, mentre sono state promosse in Serie A1 Caravantours San Marino e Juventus Torino.

## Classifiche finali

### Stagione regolare
| Classifica               | PCT  |
| ------------------------ | ---- |
| Cariparma Angels Parma   | .708 |
| CFC Nettuno              | .708 |
| Telemarket Rimini        | .708 |
| Fortitudo Bologna        | .667 |
| Acqua Fontemura Grosseto | .542 |
| Artimec Verona           | .417 |
| ORIM Macerata            | .292 |
| Novara                   | .250 |
| Caserta Baseball         | .208 |

### Semifinali
| Classifica             | PG | PV | PP |
| ---------------------- | -- | -- | -- |
| Fortitudo Bologna      | 7  | 3  | 4  |
| Cariparma Angels Parma | 7  | 4  | 3  |

| Classifica        | PG | PV | PP |
| ----------------- | -- | -- | -- |
| CFC Nettuno       | 6  | 4  | 2  |
| Telemarket Rimini | 6  | 2  | 4  |

### Finali scudetto
| Classifica             | PG | PV | PP |
| ---------------------- | -- | -- | -- |
| CFC Nettuno            | 5  | 1  | 4  |
| Cariparma Angels Parma | 5  | 4  | 1  |

## Risultati dei play-off
|  | Semifinali | Semifinali             | Semifinali | Semifinali | Semifinali | Semifinali | Semifinali | Semifinali | Semifinali |  |             | Finale                 | Finale                 | Finale | Finale | Finale | Finale | Finale | Finale | Finale |
|  |            |                        |            |            |            |            |            |            |            |  |             |                        |                        |        |        |        |        |        |        |        |
|  | 4          | Fortitudo Bologna      | 12         | 17         | 2          | 3          | 4          | 3          | 1          |  |             |                        |                        |        |        |        |        |        |        |        |
|  | 4          | Fortitudo Bologna      | 12         | 17         | 2          | 3          | 4          | 3          | 1          |  |             |                        |                        |        |        |        |        |        |        |        |
|  | 1          | Cariparma Angels Parma | 2          | 21         | 3          | 7          | 3          | 0          | 7          |  |             |                        |                        |        |        |        |        |        |        |        |
|  | 1          | Cariparma Angels Parma | 2          | 21         | 3          | 7          | 3          | 0          | 7          |  | CFC Nettuno | CFC Nettuno            | 8                      | 3      | 6      | 3      | 9      | -      | -      |        |
|  |            |                        |            |            |            |            |            |            |            |  | CFC Nettuno | CFC Nettuno            | 8                      | 3      | 6      | 3      | 9      | -      | -      |        |
|  |            |                        |            |            |            |            |            |            |            |  |             | Cariparma Angels Parma | Cariparma Angels Parma | 2      | 10     | 11     | 4      | 10     | -      | -      |
|  | 2          | CFC Nettuno            | 5          | 7          | 4          | 6          | 6          | 9          | -          |  |             | Cariparma Angels Parma | Cariparma Angels Parma | 2      | 10     | 11     | 4      | 10     | -      | -      |
|  | 2          | CFC Nettuno            | 5          | 7          | 4          | 6          | 6          | 9          | -          |  |             |                        |                        |        |        |        |        |        |        |        |
|  | 3          | Telemarket Rimini      | 4          | 12         | 7          | 1          | 4          | 8          | -          |  |             |                        |                        |        |        |        |        |        |        |        |
|  | 3          | Telemarket Rimini      | 4          | 12         | 7          | 1          | 4          | 8          | -          |  |             |                        |                        |        |        |        |        |        |        |        |